# 메모리즈 (1995년 영화)
《메모리즈》(MEMORIES)는 일본의 옴니버스 형식 애니메이션 영화이다. 1995년 12월 23일 공개되었다.

## 출연진
- 치바 시게루(Shigeru Chiba) - 아오시마 목소리 역
- 에가와 히사오(Hisao Egawa) - 스위블러 목소리 역
- 후지이 카요코(Kayoko Fujii) - 사키코 목소리 역
- 후쿠다 노부아키(Nobuaki Fukuda) - 쉘 핸들러 목소리 역
- 하세가와 아미(Ami Hasegawa) - 에밀리 목소리 역
- 하야시 이사무(Isamu Hayashi) - 소년 목소리 역
- 하자마 미치오(Michio Hazama) - 니라사키 목소리 역
- 히라노 마사토(Masato Hirano) - 미스터 A 목소리 역
- 호리 히데유키(Hideyuki Hori) - 타나카 노부오 목소리 역